# Белен де Ескобар
Белен де Ескобар (шп. Belén de Escobar) је град у Аргентини у покрајини Буенос Ајрес. Према процени из 2005. у граду је живело 196.433 становника.

## Становништво
Према процени, у граду је 2005. живело 196.433 становника.
| 1980.  | 1991.   | 2001.   |
| ------ | ------- | ------- |
| 71.801 | 121.833 | 173.155 |